# Эльбс, Бенно
Бенно Эльбс (нем. Benno Elbs, род. 16 октября 1960 года, Брегенц, Австрия) — католический епископ, четвёртый епископ Фельдкирха с 8 мая 2013. Апостольский администратор sede vacante et ad nutum Sanctae Sedis архиепархии Вадуца с 20 сентября 2023.

## Биография
Среднее образование получил в Федеральной гимназии Галлусштрасе в Брегенце. Изучал католическое богословие, с 1982 года – психологию в  Университете Инсбрука. Получил диплом психотерапевта в направлении логотерапии. 16 мая 1986 года рукоположён в священники епископом Бруно Вехнером для служения в епархии Фельдкирха. Три года служил викарием в церкви Марияхильф в Брегенце. В 1986 году защитил диссертацию на соискание докторской степени по богословию. С 1989 года – духовный отец, ректор Учебного интерната Marianum в Брегенце. С 1994 года возглавлял пастырский совет епархии Фельдкирха. В 2005 году назначен генеральным викарием. 
После отставки епископа Эльмара Фишера назначен в 2011 году администратором епархии Фельдкирха. 8 мая 2013 года римский папа Франциск назначил его четвёртым епископом Фельдкирха. 
30 июня 2013 года состоялось его рукоположение в епископы, которое совершил архиепископ Зальцбурга Алоиз Котгассер в сослужении с архиепископом Вены, кардиналом Кристофом Шёнборном и епископом-эмеритом Фельдкирха Эльмаром Фишером. 
23 сентября 2023 года Папа Франциск принял отставку архиепископа Вольфганга Хааса, в связи с достижением соответствующего возраста и назначил апостольским администратором sede vacante et ad nutum Sanctae Sedis архиепархии Вадуца епископа Фельдкирха Бенно Эльбса.

## Сочинения
- Werft eure Zuversicht nicht weg. Tyrolia Verlag, Innsbruck-Wien 2020. ISBN 978-3-7022-3887-2
- Rückenwind: Gestärkt ins Abenteuer Leben. Tyrolia Verlag, Innsbruck 2018. ISBN 978-3702236458
- Wo die Seele atmen lernt. Ein neuer Blick auf Ehe und Familie mit Papst Franziskus. Styria Verlag, Wien-Graz-Klagenfurt 2016. ISBN 978-3222135415
- Im Stallgeruch der Schafe. Wege pastoraler Arbeit im 3. Jahrtausend. Styria Verlag, Wien-Graz-Klagenfurt 2014. ISBN 978-3222134623
- Wie ein leises Berühren. Gottes Spuren im Alltag. Ein spiritueller Begleiter durch das Jahr. Tyrolia Verlag, Innsbruck 2014. ISBN 978-3702233983
- Bußerziehung und Religionsunterricht. Eine kritische Analyse gegenwärtiger Unterrichtsmittel und katechetische/religionspädagogische Aspekte zu einer verantworteten Praxis. Innsbruck 1986, (Hochschulschrift: Innsbruck, Univ., theolog. Diss.)